# Anders Leijonstedt

Leijonstedt iklädd riksrådsdräkt, avporträtterad av Johan David Swartz.

Anders Leijonstedt (före adlandet Wolimhaus), född 1649 i Uppsala, död den 10 oktober 1725 i Stockholm, var en svensk greve och riksråd.

## Biografi
Leijonstedt var son till apotekaren Simon Wolimhaus och bror till Jakob Gyllenborg. Liksom brodern var han måg till Olof Arvidsson Thegner.
Efter studier i Uppsala och en utrikes resa blev han 1683 sekreterare vid bankoverket samt 1685 ledamot och 1696 direktör i den för reduktionsdomarnas verkställande tillsatta kommissionen. Från 1686, då han adlades med namnet Leijonstedt, var han tillika protokollssekreterare i rikskansliet. Han befalldes 1694 att bevista rådslagen i Kanslikollegium och sändes 1698 som envoyé extra-ordinaire till Brandenburg, där han avslöt den tvist angående gränserna i Pommern, som fortgått sedan westfaliska fredsslutet.
Åren 1703–1710 var han åter minister i Berlin, blev sistnämnda år kansliråd, utnämndes 1714 till högste ombudsman (chef för revisionsexpeditionen för justitiemål). Han blev den förste innehavaren av justitiekanslerämbetet 1714. År 1716 erhöll han friherrlig värdighet men tog inte introduktion. 15 april 1719 valdes han till lantmarskalk efter den dagen innan avlidne Per Ribbing. Uppsatt på förslag till riksråd, utnämndes han också därtill strax efter riksdagens slut. Samma år blev han även president i Kammarrevisionen och greve.
I yngre år ägnade sig Leijonstedt även åt diktning och några tillfällighetsstycken av honom finns i P. Hansellis samling "Vitterhetsarbeten af svenska författare", 5:e delen. Tragedin Dido, författad i slutet av 1660-talet, återfanns av Karl Warburg i Köpenhamn och utgavs i "Samlaren" 1880.

## Galleri

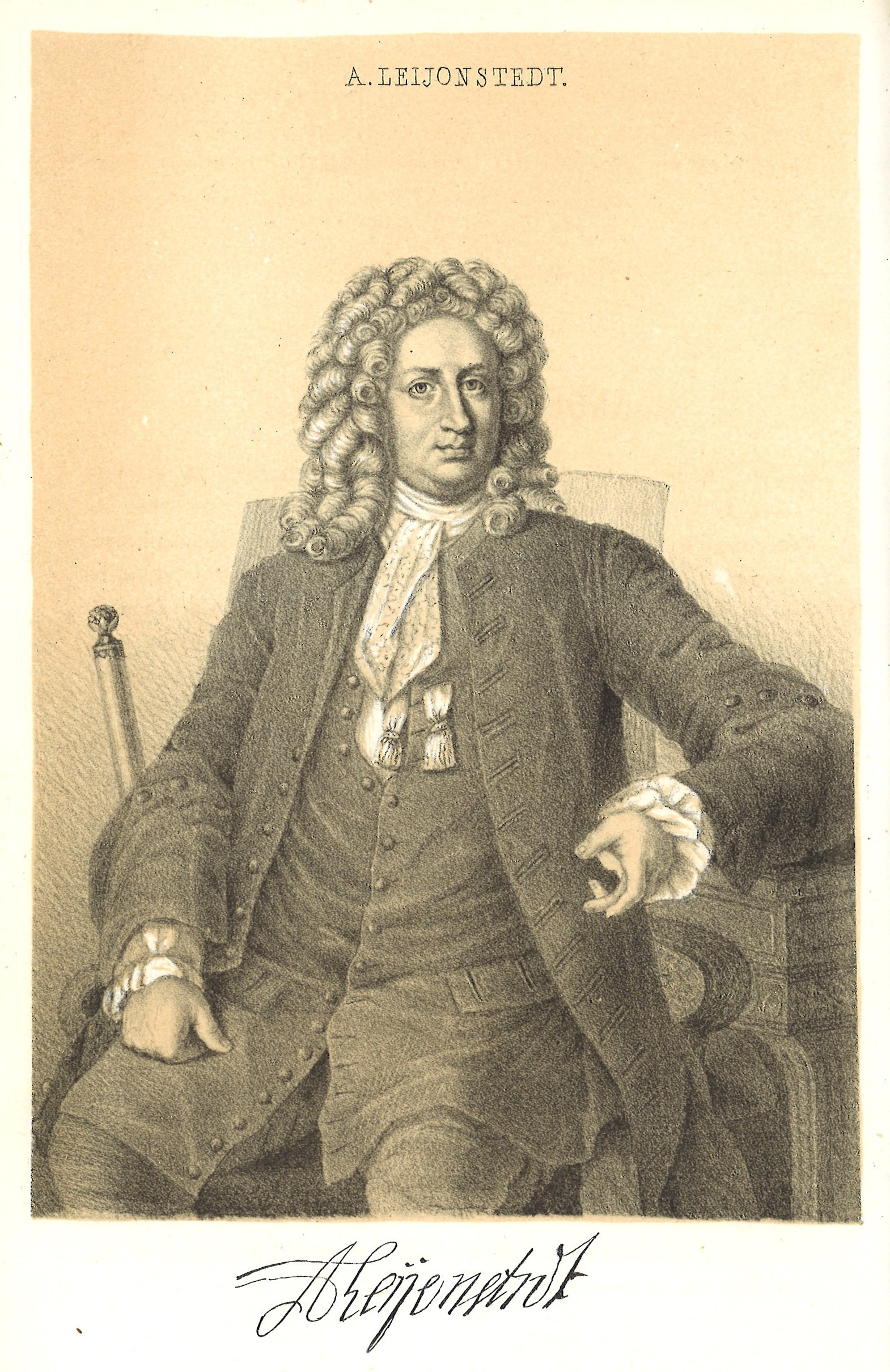
Anders Leijonstedt som lantmarskalk.